# ایگور ولادیمیروف
ایگور پتروویچ ولادیمیروف (روسی: И́горь Петро́вич Влади́миров؛ ۱ ژانویهٔ ۱۹۱۹ – ۲۰ مارس ۱۹۹۹) یک هنرپیشه و کارگردان تئاتر اهل اتحاد جماهیر شوروی سوسیالیستی بود. وی بین سال‌های ۱۹۴۸ تا ۱۹۹۹ میلادی فعالیت می‌کرد.
وی همچنین برندهٔ جوایزی همچون هنرمند مردمی جمهوری شوروی فدراتیو سوسیالیستی روسیه، جایزه هنرمند مردمی اتحاد جماهیر شوروی، مدال دفاع از لنینگراد، نشان لنین، و نشان دوستی شده‌است.